# Nelson Carlos Locatelli
Nelson Carlos Locatelli (Lajeado, 14 de dezembro de 1937) é um advogado e político brasileiro.

## Vida
Filho de Carlos Locatelli e de Serafina Palaoro Locatelli. Casou com Ione Shirlei do Prado.

## Carreira
Foi deputado à Assembleia Legislativa de Santa Catarina na 9ª legislatura (1979 — 1983), eleito pelo Movimento Democrático Brasileiro (MDB), e na 11ª legislatura (1987 — 1991), eleito pelo Partido do Movimento Democrático Brasileiro (PMDB).